# Давор Дретар
Давор Дретар (13. септембар 1966) је хрватски певач и глумац. Такође је и водитељ квизова. Изабран је за посланика у Хрватском сабору на изборима 2020. године као кандидат десничарског Домовинског покрета.

### Телевизијске улоге
| Год.     | Назив              | Улога         |
| -------- | ------------------ | ------------- |
| 2000.-те |                    |               |
| 2007.    | Заувек суседи      | Јожа Бедњанец |
| 2007.    | Битанге и принцезе | Дреле         |
| 2009.    | Звезде певају      | такмичар      |

### Водитељске улоге
- "Пет на пет"[1]
- "Три, два, један, пеци!"[1]
- "Јутро уз Дрелета"
- "Фарма"[1]